# Saint-Vincent-de-Reins
Saint-Vincent-de-Reins este o comună în departamentul Rhône din sud-estul Franței. În 2009 avea o populație de 674 de locuitori.

## Evoluția populației
| An        | 1975 | 1982 | 1990 | 1999 | 2006 | 2009 |
| --------- | ---- | ---- | ---- | ---- | ---- | ---- |
| Populație | 776  | 757  | 711  | 650  | 675  | 674  |